# Birthday Song,Requiem
"Birthday Song,Requiem" là đĩa đơn gồm các ca khúc do ca sĩ Lia trình bày, do Key Sounds Label phát hành lần đầu tiên vào ngày 28 tháng 12 năm 2002 tại Comiket 63, Nhật Bản, mang số catalog KSLA-0007. Đĩa đơn gồm một đĩa với ba ca khúc do Jun Maeda, Magome Togoshi, Ryō Okabe, và Fishtone sáng tác, sắp xếp và sản xuất.

## Danh sách track
Tất cả các ca khúc được viết bởi Jun Maeda.
| STT | Nhan đề                                  | Arrangement    | Thời lượng |
| --- | ---------------------------------------- | -------------- | ---------- |
| 1.  | "Birthday Song,Requiem"                  | Magome Togoshi | 4:58       |
| 2.  | "One's Love" (恋心 Koigokoro)            | Ryō Okabe      | 6:36       |
| 3.  | "Birthday Song,Requiem -fishtone remix-" | Fishtone       | 5:54       |